# سكة حديد رفح- بئر السبع
سكة حديد رفح- بئر السبع، هي إحدى شبكة خطوط سكة حديد الدولة العثمانية في فلسطين، بعد سقوط الدولة العثمانية وسيطرت بريطانيا على فلسطين، أفتتح خط بئر السبع-رفح عام 1918، لإيصال الإمدادات العسكرية البريطانية وربط الأراضي الفلسطينية بمصر، وكانت محطة قطار بئر السبع بمثابة المحطة الرئيسية.

## التاريخ
- في العام 1859، تم تقديم مقترح لبناء سكة حديد فلسطين العثمانية.

- في أيلول عام 1892، تم افتتاح أول خط لسكة الحديد بين يافا والقدس.

- في الحرب العالمية الأولى، كانت سكة الحديد الفلسطينية قد توّسعت داخل الأراضي الفلسطينية مما سّهل على القوات البريطانية سهولة التحرّك في السيطرة على فلسطين.

- أصبحت خطوط سكك الحديد تمتد حتى نابلس وبئر السبع جنوبًا، بيسان شرقًا حتى غزة غربًا.[5]

## الأهمية
- بعد سقوط فلسطين بأيدي القوات البريطانية، تم ربط سكة حديد فلسطين بسكة حديد مصر.

- شهدت المحطة ازدحاماً حيث انطلقت منها القطارات إلى محطات سكك الحديد في يافا ثم إلى القدس ورفح ومنها إلى مصر

، وإلى الفروع الأخرى لخط السكك الحجازي العثمانية في فلسطين،أنشئت قبل الحرب العالمية الأولي،مد خط إلى نابلس أثناء الحرب.
- كان قطار واحد يسير بين نابلس والعفولة وحيفا في الصباح ويعود في المساء قاطعاً المسافة في أربع ساعات. وكان هذا الخط ينقل قرابة 25.000 راكب سنوياً.

- مدد فرع آخر من خط يافا – القدس عبر بئر السبع نحو مصر. [6]

## الاستخدام البريطاني العسكري
- في أثناء تقدم الجيش الإنكليزي نحو فلسطين سنة 1916، أنشأ لنقل مدده خطاً حديدياً عادياً موازياً للشاطىء من القنطرة شرقاً عبر العريش ورفح وغزة إلى اللد على خط يافا – القدس.

- دعت الضرورات العسكرية أيضاً إلى بناء خط فرعي في فلسطين يمتد من رفح إلى بئر السبع.

- في الوقت نفسه عمل الجيش الإنكليزي على تحويل الخط الضيق الذي انشاؤه الأتراك ليصل خط يافا – القدس بئر السبع إلى خط عادي. وأكمل الخط الرئيس عبر طولكرم واستمر حتى حيفا مع نهاية عام 1918.

- في عام 1920 باع الجيش البريطاني الإدارة المدنية الانتدابية للخطوط الحديدية التي تقع ضمن الأراضي الفلسطينية.

- اتفق في الوقت نفسه على أن تعمل “خطوط حديد فلسطين” بالوكالة عن وزارة الحرب في تشغيل وإدارة قسم القنطرة – رفح – الذي بقي، لوقوعه خارج فلسطين، ملك الجيش البريطاني وسمي باسم سكة حديد القنطرة – رفح، وبه تم أول اتصال بين الخطوط المصرية والحجازية.

- في عام 1927م عطلت الأقسام من رفح إلى بئر السبع، ومن بئر السبع إلى يافا – القدس، ولم يبق سوى قسم رفح – حيفا.[7]

## الحرب العالمية الثانية
خلال الحرب العالمية الثانية أنجز الخط الواصل بين حيفا وبيروت فطرابلس، وأكمل في تلك الفترة الفرع الواصل بين محطة رامون وطولكرم. وبهذا بلغ مجموع أطوال السكك الحديدية في فلسطين 620كم،

## الاحتلال الإسرائيلي
- لما احتلت إسرائيل جزءا من فلسطين عام 1948 تعطلت جميع الخطوط الواصلة إلى الدول العربية المجاورة.

- قامت إسرائيل بتمديد خطوط جديدة وصلت الخط القديم حيفا – القدس، بتل أبيب[9]